# Wolfgang von und zu Liechtenstein
Prinz Wolfgang Johannes Baptist Johannes Evangelist Ildefons Franz de Paula Josef Maria von und zu Liechtenstein, Graf zu Rietberg (* 25. Dezember 1934 in Graz) ist ein Mitglied des Hauses Liechtenstein und war von 1996 bis 2001 liechtensteinischer Botschafter bei der Schweizerischen Eidgenossenschaft.

## Biografie
Prinz Wolfgang wurde 1934 als jüngstes von vier Kindern des Prinzen Karl von und zu Liechtenstein (1878–1955) und dessen Gattin Elisabeth, geborene Fürstin von Urach (1894–1962), in Graz geboren. Seine Kindheit verbrachte er in der Steiermark. Er besuchte das Collegium Marianum in Vaduz und das Abteigymnasium Seckau. Danach studierte er Rechtswissenschaft an der Universität Wien und schloss sein Studium mit dem akademischen Grad eines Magisters ab. Nach Ende des Studiums folgten Praktika bei Gericht und in einer Wirtschaftsprüfungskanzlei. Anschließend arbeitete er bis 1980 als Jurist und später als Teilbereichs-Geschäftsführer bei einer deutsch-amerikanischen Immobilienfirma und von 1980 bis 1983 als Konsulent bei einem Bauträger in Salzburg. Von 1983 bis zu seiner Berufung in den diplomatischen Dienst war er Direktor der Grazer Wechselseitigen Versicherungs Aktiengesellschaft (GRAWE) in Salzburg. 1996 übernahm er von Prinz Nikolaus von und zu Liechtenstein das Amt des Botschafters des Fürstentums Liechtenstein in Bern. 1999 unterzeichnete er unter anderem eine bilaterale Vereinbarung über die Zusammenarbeit in regulatorischen Fragen des Fernmeldebereiches bzw. ein Abkommen über den grenzüberschreitenden Personenverkehr auf der Straße. Neben vielen ehrenamtlichen Aufgaben war er auch Mitglied eines Gremiums, welches die Aufgabe hatte, die Geschichte des Hauses Liechtenstein aufzuarbeiten. 2001 übergab er sein Amt an seinen Nachfolger Prinz Stefan von und zu Liechtenstein. Prinz Wolfgang war Vorstandsmitglied des Vereins Liechtensteiner Freunde von Yad Vashem.
Seit 1970 ist Wolfgang Liechtenstein mit Gabrielle Gräfin Basselet de La Rosée (* 11. März 1949 in Isareck), Tochter von Franz Graf Basselet de La Rosée (1906–1984) und seiner Gattin Eleonore, geborene Prinzessin von Lobkowicz (1916–2000), verheiratet. Aus der Ehe gingen zwei Kinder hervor: Stephanie (* 1976) und Leopold (* 1978). Prinz Wolfgang und seine Ehefrau leben in der Steiermark, zeitweise auch auf einem Hof in Trahütten.

## Auszeichnungen
- 2010: Grosskreuz des Fürstlich Liechtensteinischen Verdienstordens[8]